# Сильвестр Кулябка
Сильвестр (світське ім'я Симеон Петрович Кулябка; 1704, Лубни — 1761, Санкт-Петербург) — український латиномовний письменник, богослов і гомілетик. Автор творів «Cursus philosophicus» (1737 р.) та «Theologicae scientiae summa» (1743 р.). Син бунчукового товариша, онук гетьмана Данила Апостола і двоюрідний брат єпископа Йоасафа Горленка.
Ректор (1740-1745 рр.) Києво-Могилянської академії. Єпископ Російської православної церкви (безпатріаршої). Єпископ Костромський і Галицький; архієпископ Петербурзький і Шліссельбурзький.

## Біографія
Сильвестр Кулябка народився 1704 року у м. Лубни в сім'ї Петра Івановича та Ганни Данилівни. Був онуком гетьмана Данила Апостола та двоюрідним братом єпископа Йоасафа Горленка. 1726 році закінчив курс Київської Академії і вступив до Києво-Межигірського монастиря.
У березні 1727 р. в Києво-Межигірському монастирі прийняв чернечий постриг, взяв ім'я Сильвестр, висвячений в сан ієромонаха і призначений учителем Києво-Могилянської академії, а 9 серпня 1740 р. ректором тієї ж академії та архімандритом Києво-Братського монастиря.
Керуючи Києво-Могилянською академією, викладав богослов'я (1740-1745 рр.).
Згодом проповідник при дворі цариці Єлисавети (частина проповідей видана друком). У 1745—1750 роках єпископ Костромський РПЦ (б). У 1750—1761 рр. — архієпископ Петербурзький і Шліссельбурзький РПЦ, єпископ Костромський та Галицький (1745—1750 рр.)
Вважався знаменитим богословом: учні називали його, як avreus benedicendus magister; його повчання відрізняються строгою розважливістю і моралями; тринадцять з них були надруковані. За відгуком одного з дослідників його проповідей, «був живим викладачем живого слова з церковної кафедри». Він від природи відрізнявся ораторським красномовством, яке було простим і душевним.
Помер 25 червня 1761 року у м. Санкт-Петербург. Похований у Благовіщенській церкві Олександро-Невської лаври.